# 格罗特胡森·伽玛山

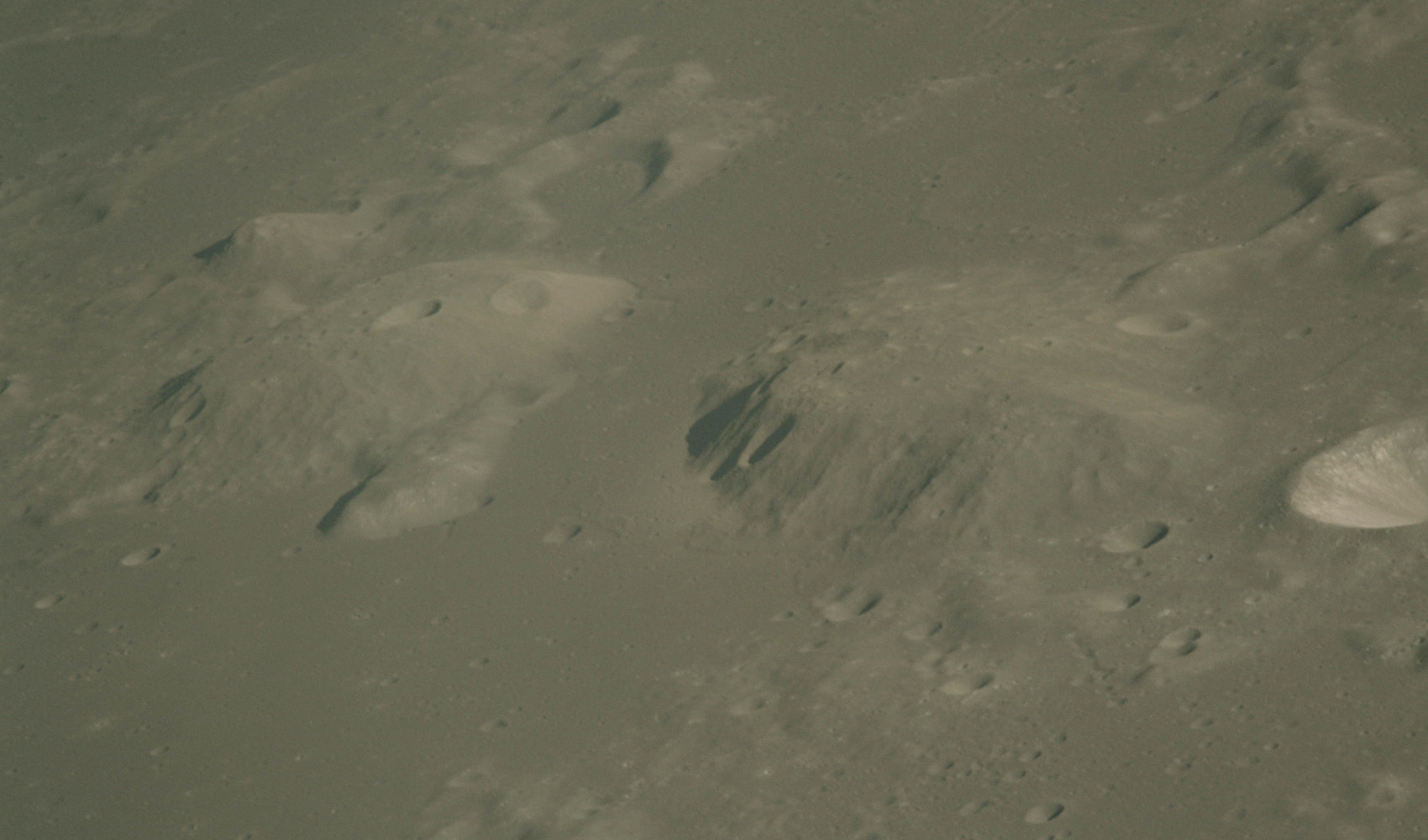
阿波罗15号拍摄的斜视图

格罗特胡森·伽玛山（Mons Gruithuisen Gamma(γ)）是一座月球穹顶丘(盾状火山)，位于雨海西侧边缘格罗特胡森陨石坑的北面，月面座标为北纬36.6°、西经40.5°。
该地块在月表构成一座圆形穹顶丘陵，覆盖直径20公里的范围，山体平缓升至900米的高度，峰顶有一个小陨坑。它是风暴洋与雨海的连接口，东南方紧邻格罗特胡森·德尔塔山(这二座小山丘都以德国天文学家"弗朗茨·冯·格罗特胡森"之名命名)；西北面是卫星"麦兰 A"。从地球观察，格罗特胡森·伽玛山的外形显得有些变形，捷克天文学家"安东尼·鲁克尔"(Antonin Rukl)曾形容它像一只“倒扣的浴缸”。

## 加请参阅
- 按高度排列的月球山脉表